# Lenhovda-Herråkra församling
Lenhovda-Herråkra församling är en församling i Njudung-Östra Värends kontrakt, Växjö stift och Uppvidinge kommun, Sverige. Församlingen ingår i Uppvidinge pastorat. 

## Administrativ historik
Församlingen bildades 2012 genom en sammanslagning av Lenhovda och Herråkra församlingar och utgjorde därefter till 2014 ett eget pastorat. Från 2014 ingår församlingen i Uppvidinge pastorat.

## Kyrkobyggnader
- Lenhovda kyrka
- Herråkra kyrka